# Universität für Nahrungsmittel-Technologie
Die Universität für Nahrungsmittel-Technologie wurde als Institut für Nahrungsherstellung in der Stadt Plowdiw 1953 gegründet und im Jahr 2003 zur Universität ausgebaut.
Die Universität gliedert sich in drei Fakultäten:
- Fakultät für Technologie
- Fakultät für Technik
- Fakultät für Ökonomie

Des Weiteren gibt es Abteilungen für Sprachentraining, Körpererziehung und Sport.
Die Universität ist Mitglied im Netzwerk der Balkan-Universitäten (Albanien, Bosnien-Herzegowina, Bulgarien, Griechenland, Kosovo, Kroatien, Rumänien, Serbien, Slowenien, Türkei, Mazedonien, der Republik Moldau und Montenegro).